# Midi rouge

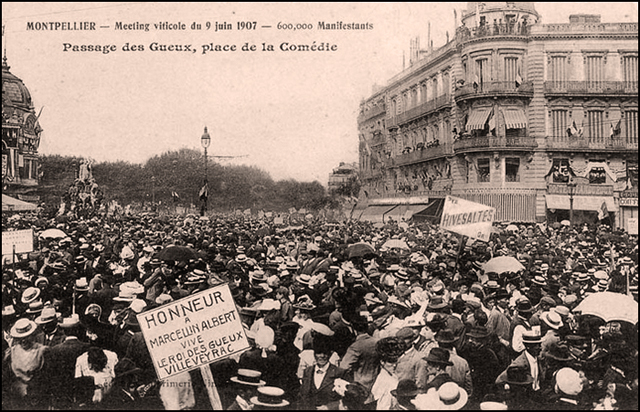
Manifestations en juin 1907 à Montpellier.

Les voix des républicains démocrates-socialistes en mai 1849

Le « Midi rouge » est un terme historique qui désigne l'attachement initialement au républicanisme en opposition à la royauté française au milieu du XIXe siècle d'une partie de la population du Midi de la France. Le « spectre rouge » désignait les démocrates-socialistes, de la part des conservateurs, notamment lors des élections législatives de 1848, et s'opposait au Midi blanc, de la couleur de la monarchie et du catholicisme.
Par la suite, le radicalisme et socialisme, puis le communisme, se sont historiquement et durablement implantés dans ces territoires. Ils s'appuient essentiellement sur les ouvriers liés aux petites activités industrielles de la région toulousaine, de Carmaux, Decazeville ou d'Alès mais surtout sur les vignerons de la plaine languedocienne ou roussillonnaise, qui, face à leurs difficultés sociales et économiques majeures, développent de fortes valeurs de coopération (symbolisée par les caves coopératives de vinification) et de revendications, comme le montre la Révolte des vignerons de 1907.
Jean Jaurès, l'un des fondateurs du socialisme réformiste en France, était natif et député du Tarn. Cette tradition politique a gardé une certaine force jusqu'à la fin du XXe siècle, avec de nombreuses villes moyennes ou communes rurales des contreforts du Massif central contrôlées par des maires communistes, représentatives de ce qui est surnommé depuis le milieu du XIXe siècle le « Midi Rouge ». Ainsi, Béziers a un maire communiste de 1977 à 1983 (Paul Balmigère), Nîmes de 1965 à 1983 (Émile Jourdan) puis de 1995 à 2001 (Alain Clary), Sète de 1959 à 1983 (Pierre Arraut puis Gilbert Martelli) et de 1996 à 2001 (François Liberti), Alès de 1965 à 1989 (Roger Roucaute puis Gilbert Millet).
Si ces bastions de la plaine ont pour beaucoup basculé à droite et ont vu une perte progressive d'influence du Parti communiste français (PCF) associé à une montée du vote populiste de droite, de nombreuses communes plus modestes des contreforts du Massif central ou du piémont pyrénéen, de la plaine du Roussillon ou de la vallée du Rhône ont conservé cette couleur politique au début du XXIe siècle : Aramon ou La Grand-Combe dans le Gard ; Conques-sur-Orbiel ou Ginestas dans l'Aude ; Florac en Lozère ; Valence-d'Albigeois, Saint-Benoît-de-Carmaux et Blan dans le Tarn ; Alénya, Cabestany, Corbère-les-Cabanes, Elne ou Estagel dans les Pyrénées-Orientales ; Andrest, Bazet, Capvern, Oursbelille, Pouzac et Soues dans les Hautes-Pyrénées. Néanmoins en 2014, la moitié des communes détenues par le PCF sont regroupées dans seulement sept départements à travers la France, et seuls les Bouches-du-Rhône font partie de la ceinture du Midi rouge avec Martigues.
Le département du Var possédait également, spécifiquement au sein du Midi rouge, la dénomination de « Var rouge » de 1851 à 1980, avec l'existence d'un important mouvement républicain lors du Second Empire, puis radical-socialiste. Ceci s'explique par la sociologie et l'économie particulière du département : avant tout rural (et viticole) et également ouvrier par la présence du bassin industriel lié à l'arsenal maritime et l'existence d'une bourgeoisie toulonnaise décentralisée vis-à-vis de Paris. A partir des années 1970-1980, le reflux du militantisme politique, l'installation importante de Pieds-noirs rapatriés et de néo-retraités et l'évolution de la région devenue touristique orientent petit à petit la sociologie électorale vers la droite. Le département subit également l'influence des Alpes-Maritimes (le plus important organe de presse régionale dans l'est du département étant Nice-Matin proche du pouvoir médeciniste) au point qu'il faille parler de « Var bleu » après 1984. La commune de La Cadière d'Azur est toujours actuellement une municipalité communiste. La Seyne sur Mer est restée municipalité communiste de 1947 à 1984, puis à nouveau de 1994 à 2001. Marc Vuillemot, membre de l'aile gauche du PS puis de la GRS et soutenu par le PCF, emporte la municipalité en 2008 et la conserve jusqu'en 2020. La Garde est mairie communiste de 1944 à 2001.  Avant-guerre, la Garde et la Seyne étaient administrés par la SFIO. Ce sont deux villes importantes de la banlieue de Toulon avec respectivement plus de 30 000 et plus de 60 000 habitants. Commune de plusieurs milliers d'habitants à 30 minutes de Toulon, Carnoules est actuellement administrée par un maire divers gauche ancien adhérent du PCF. Cette ville est marquée par le train (principal dépôt ferroviaire entre Marseille et Nice) et par le PCF avec des avenues Maurice Thorez, Colonel Fabien, Marcel Paul. De la même manière, on retrouve à la Seyne sur Mer, un boulevard Stalingrad, avenue Rosa Luxemburg, avenue Salvador Allende, à la Garde, une rue Flora Tristan, une rue Robespierre, à Toulon qui a été sous éphémère administration communiste de 1944 à 1947 puis SFIO de 1957 à 1969, on retrouve également une rue Pierre Sémard rendant hommage au résistant communiste varois, une rue Robespierre et du nom de plusieurs radicaux de la révolution française.
Draguignan a été longtemps un bastion de la SFIO, en particulier avec le maire Edouard Soldani, aux méthodes proches de celles de Gaston Deferre à Marseille (contrôle sur le syndicat maison de la municipalité, FO, prévarications et méthodes mafieuses).
Autre particularité, celle de la partie orientale des Alpes-Maritimes, le long du Paillon. Surnommée la « vallée rouge », elle comprend notamment les communes de Lucéram, Contes, Drap, La Trinité et également en aval les quartiers populaires niçois de l'Ariane, Pasteur ou Saint-Roch et fut durant toute la seconde moitié du XXe siècle un bastion communiste. Elle est la seule incarnation du Midi rouge dans le département, avec dans une moindre mesure la vallée du Var (Carros, Saint-Martin-du-Var, Gilette). Les transformations du tissu productif horticole et floricole, la désindustrialisation affectant les industries lourdes et ainsi une diminution de la part des ouvriers dans la population active, entraînèrent l’érosion de l’électorat communiste.

## Postérité
Ces cartes des résultats électoraux de la gauche parlementaire aux élections régionales par département indiquent une persistance du vote pour la gauche parlementaire dans le Sud-Ouest.

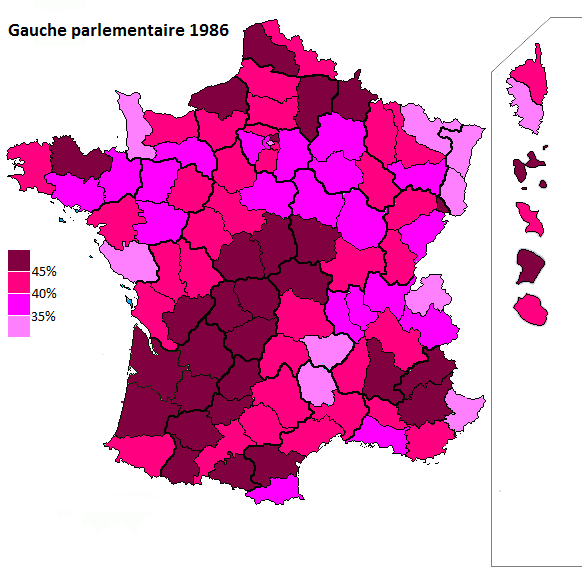
Élections de 1986
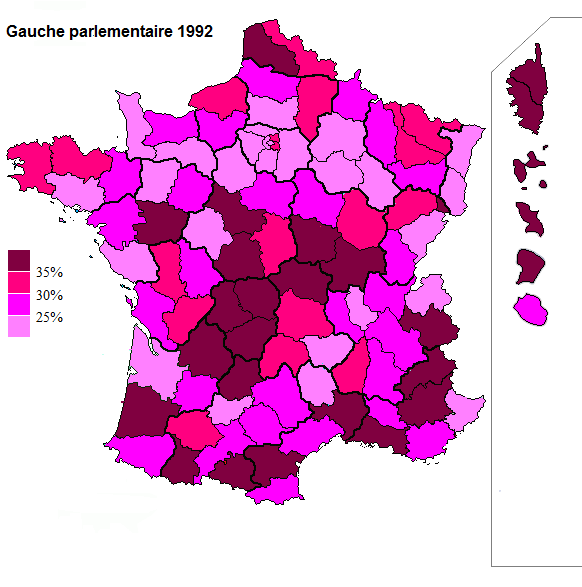
Élections de 1992
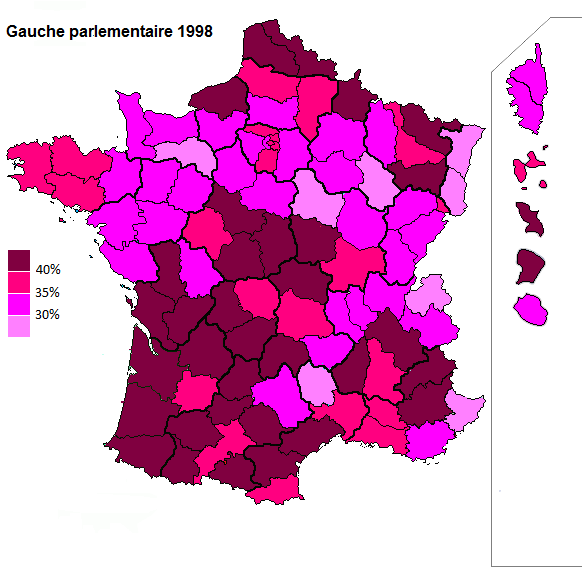
Élections de 1998
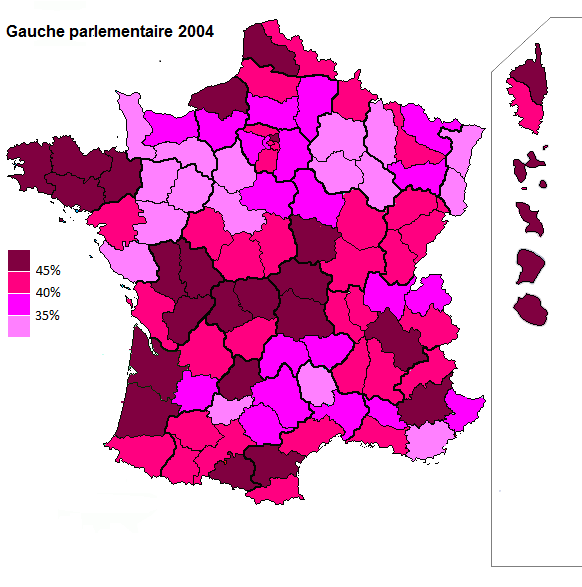
Élections de 2004
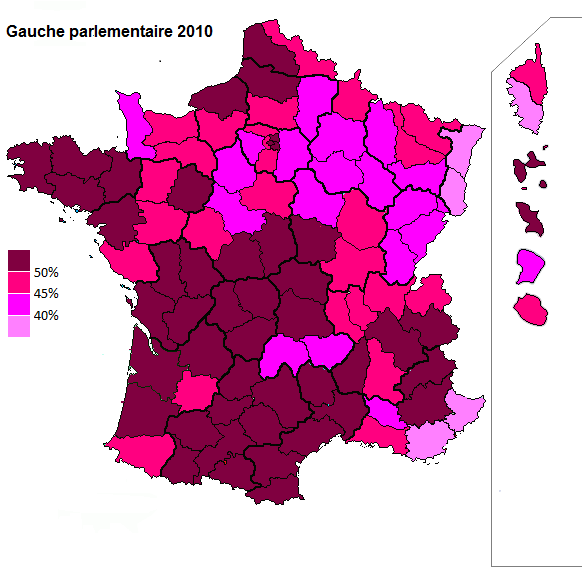
Élections de 2010
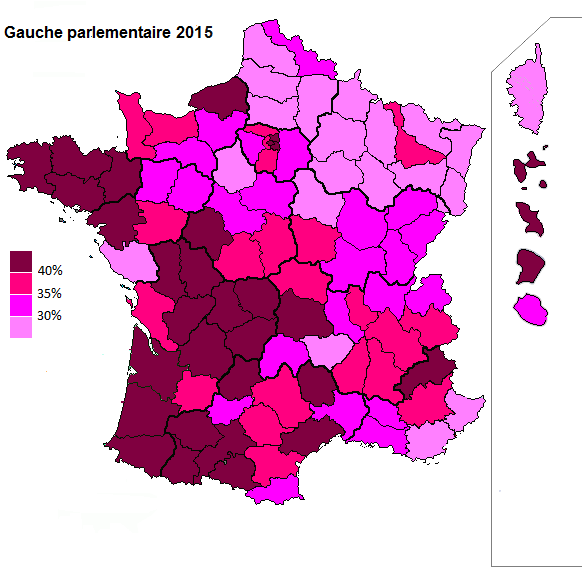
Élections de 2015